# Project Loon
Project Loon（プロジェクト ルーン）は、Google関連企業のX社によって開発が進められていた、気球を用いた移動体通信システムである。これまで通信網の整備されていなかった地域の人々達が高高度気球に搭載された中継装置を介してインターネットに接続できるようにする計画。

## 概要

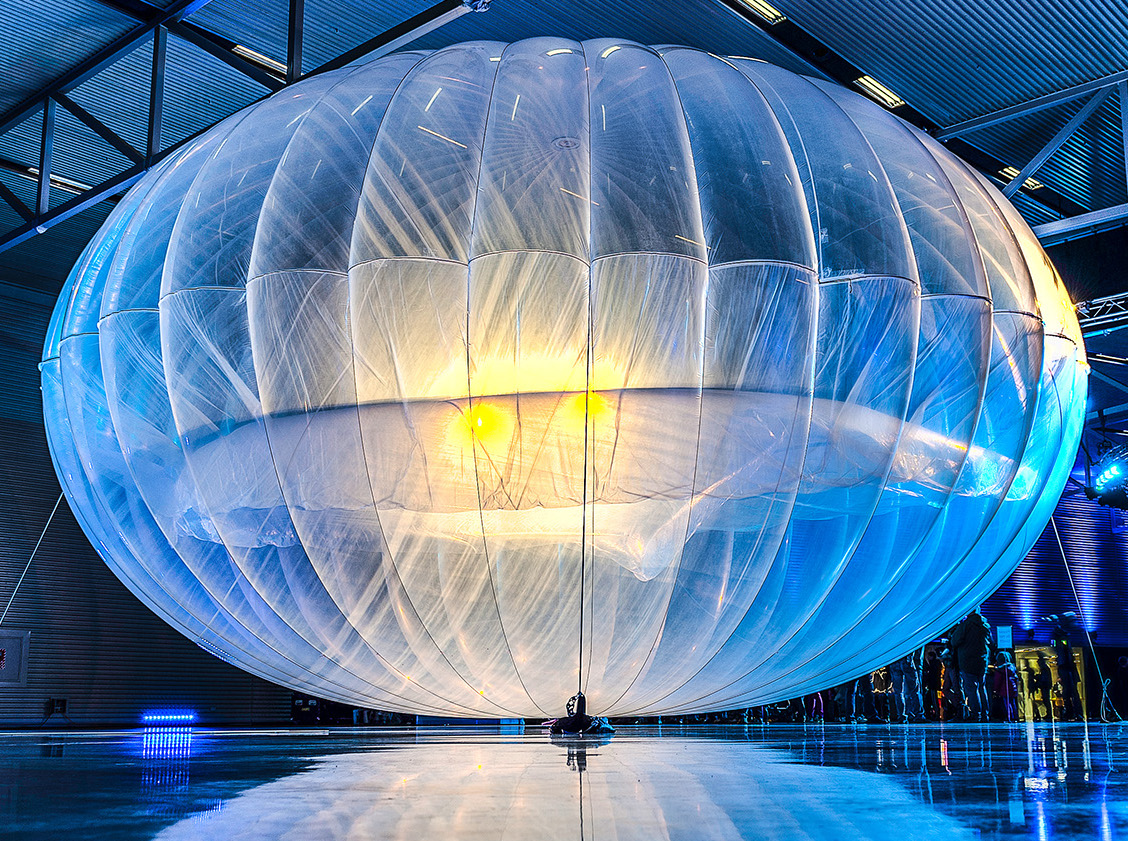
風船を膨らませる試験

開発途上国を中心として通信網の整備されていない地域で成層圏を浮遊する高高度気球に搭載された中継装置を介してインターネットに接続を目指した。気球相互間で通信することで1機の気球は地上の直径約40kmの範囲に3G回線と同程度の通信速度を提供する計画だった。
気球は風に流されるためアメリカ海洋大気庁(NOAA)のデータを活用する。
2013年にニュージーランドで直径15×12メートルの大型風船30個を地表から約20kmの成層圏に浮かべ、実証実験が実施された。
2015年5月には気球をLTE通信に対応して10Mbpsの速度で通信できるように改良してさらにニュージーランドでの試験と新たにグリーンランドでも実施する予定を発表した。
2021年1月、会社の解散が発表された。WIREDはこれを報じた記事の中で、事業をとりまく環境の変化として、インターネットを利用できる人口が直近の10年間で73%から93%まで改善され、将来的なサービス需要が見込めなくなったためだと指摘している。

## 実現性
- 常時気球を成層圏に留まらせなければならないが、徐々に浮揚ガスが抜けていくので随時、気球の追加が必要。
- 他国の領空を侵犯する可能性がある。
- 浮揚に使用するヘリウムガスの需要が増えて高騰している。(ただし酸素の薄い高高度なら水素でも火災の危険は小さく多くのラジオゾンデでは水素を利用している。)

## 仕様
- 気球は15×12メートル（完全に膨らんだ状態）厚みが0.076 mmのポリエチレン製
- 太陽電池と制御用基板、無線アンテナで構成される。
- ISM周波数（ISM:Industry Science Medical）を使用する。